# Archaeodictyna
Archaeodictyna – rodzaj pająków z rodziny ciemieńcowatych.
Pająki te mają ośmioro dużych, zbliżonych rozmiarami oczu. Przedni rząd oczu w widoku z przodu jest prawie prosty, natomiast w tylnym rzędzie para środkowa leży znacznie wyżej niż boczna. Środkowe pary oczu rozmieszczone są na planie szerszego z tyłu trapezu. Wysokość nadustka wynosi od półtorakrotności do trzykrotności średnicy oczu pary przednio-środkowej. Opistosomę cechuje niepodzielone siteczko przędne.
Takson ten rozprzestrzeniony jest w Palearktyce oraz Afryce Północnej i Wschodniej. W Polsce występują A. ammophila i A. consecuta (zobacz: ciemieńcowate Polski).
Rodzaj ten wprowadzony został w 1928 roku przez Ludovica di Caporiacco. Liczne gatunki przeniósł doń w 1967 roku Pekka Lehtinen. Dotychczas opisano 9 gatunków:
- Archaeodictyna ammophila (Menge, 1871)
- Archaeodictyna anguiniceps (Simon, 1899)
- Archaeodictyna condocta (O. P.-Cambridge, 1876)
- Archaeodictyna consecuta (O. P.-Cambridge, 1872)
- Archaeodictyna minutissima (Miller, 1958)
- Archaeodictyna sexnotata (Simon, 1890)
- Archaeodictyna suedicola (Simon, 1890)
- Archaeodictyna tazzeiti (Denis, 1954)
- Archaeodictyna ulova Griswold et Meikle-Griswold, 1987